# Hapalopsittaca amazonina
Il pappagallo facciaruggine (Hapalopsittaca amazonina Des Murs, 1845) è un uccello della famiglia degli Psittacidi. Di taglia attorno ai 23 cm, ha piumaggio base verde intenso, spalla rossa, remiganti blu, timoniere rosse con parte apicale rossa. Il becco è giallastro, l'occhio cerchiato di azzurro con iride gialla chiara, le zampe grigie. Sono state classificate tre sottospecie caratterizzate per la diversa colorazione del capo:
- H. a. amazonina, sottospecie nominale, con corona, fronte e guance rosse sfumate in color ruggine, zona tra becco e occhio gialla, qualche «pagliuzza» giallo oro sull'orecchio;
- H. a. velezi, con il rosso ridotto alla corona e al bordo del becco;
- H. a. theresae, con la maschera facciale color ruggine molto ampia e con il rosso presente solo all'attaccatura del becco.

Vive tra i 2200 e i 3150 metri di quota nelle foreste montane di Colombia, Venezuela ed Ecuador.